# Прибыльские
Прибыльские — дворянский род. Род внесен в III часть дворянской родословной книги Калужской губернии. Представленный герб изготовлен для статского советника Павла Васильевича Прибыльского.

## Описание герба
Род российских дворян Прибыльских ведет свое начало с 1875 года, когда его основатель Павел Васильевич (с 1882 года — статский советник) выслужил потомственное дворянство. 19 ноября 1886 года оно было подтверждено соответствующим дипломом, который содержал также описание и изображение герба, Высочайше жалуемого роду.
В серебряном щите красный бегущий лось вправо с чёрными рогами. В голубой главе щита накрест два золотых снопа. Над щитом дворянский коронованный шлем. Нашлемник — встающий красный лось с чёрными рогами вправо. Намёт справа красный с серебром, слева — голубой с золотом. Девиз: «Прежде о других, потом о себе» красными буквами на серебряной ленте. Герб Павла Прибыльского внесен в Часть 14 Общего гербовника дворянских родов Всероссийской империи, стр. 139.

## Известные представители родов
Прибыльский, Ксенофонт Тимофеевич, из потомственных дворян Калужской губернии. В службе с 1816 года, действительный статский советник с 1859 года.
Его сыновья, по старшинству, все окончили Императорское училище правоведения:
- Прибыльский, Иван Ксенофонтович, 17-й выпуск, 16 мая 1856 г.[5]
- Прибыльский, Аркадий Ксенофонтович, 19-й выпуск, 10 мая 1858 г[5]. Аркадия Ксенофонтовича жена Мария Ивановна и сын Дмитрий[3].
- Прибыльский, Евге́ний Ксенофо́нтович (1841—1915) — 23-й выпуск, 11 мая 1862 г.[5] Известен как многолетний чиновник Сената, сенатор. Его жена Александра Михайловна[3].

Прибыльский, Николай Александрович (1844 —1920) — генерал-майор Русской императорской армии.
Прибыльский, Павел Васильевич (1844 —1920) — действительный статский советник с 1887.
Прибыльский, Феликс Хрисанфович — в  службе и классном чине с 1885 года. Преподаватель французского языка Императорской Николаевской Царскосельской гимназии (1889-1891). Действительный статский советник с 1912. Чиновник особых поручений Государственного контроля (с 1 марта 1916). Известен также как музыкальный критик Светозаров.